# Zonnepark Scaldia
Zonnepark Scaldia (de eigenaar gebruikt Scaldia – Vlissingen als naam) is een zonnepark aan de rand van de Sloehaven in Zeeland. Het park ligt op het grondgebied van de gemeenten Borsele en Vlissingen. Met 140.000 zonnepanelen was het park destijds het grootste van Nederland.
Het zonnepark heeft een oppervlakte van 38,7 hectare. Het terrein voor de zonnepanalen is een bufferzone tussen het haven- en industriegebied en de omgeving. Hier ligt verder een leidingenstrook en hoogspanningslijnen. Het vermogen van het zonnepark bedraagt 54,5 MW.
In december 2016 kreeg het project SDE+-subsidie toegekend en dit was de laatste hindernis voor het project. Het betrof een investering van circa 40 miljoen euro. Scaldia – Vlissingen is op 1 november 2018 in gebruik genomen.